# Ganz Paris träumt von der Liebe
Ganz Paris träumt von der Liebe ist der Titel der deutschen, von Kurt Feltz verfassten Fassung des Cole-Porter-Songs I Love Paris, die 1954 von Caterina Valente interpretiert wurde. Das Lied wurde ihr erfolgreichster Schlager.

## Entstehungsgeschichte
Die Cole-Porter-Komposition I Love Paris stammt aus dessen Musical Can-Can, das am 7. Mai 1953 im Shubert Theatre in New York City uraufgeführt wurde. Im Juni 1953 kam von Les Baxter eine Instrumentalversion auf den Markt.
Caterina Valente, die gerade ihre Gesangskarriere begonnen und im November 1953 mit dem Orchester Kurt Edelhagen die Aufnahmen für ihre erste LP eingespielt hatte, wusste sofort, dass I Love Paris zu ihrem Lieblingslied werden würde. Sie war in Paris geboren und aufgewachsen und hatte 1954 erstmals in New York die Gelegenheit, dem Musical von Cole Porter am Broadway beizuwohnen. Unmittelbar nach dem Musicalbesuch rief sie Schlagertexter Kurt Feltz in Köln an und bat ihn, für sie einen deutschen Text zu schreiben. Feltz war zu jener Zeit spezialisiert auf Schlagertexte mit Fernweh, insbesondere auch auf deutsche Textfassungen für fremdsprachige Originale. Er setzt bei seinem deutschen Text auf die erotische Attraktion der französischen Hauptstadt und betitelt das Lied mit Ganz Paris träumt von der Liebe. Es romantisierte die französische Hauptstadt zur Heimat der Liebe. Diese Assoziation war nicht neu; spätestens seit Jacques Offenbachs Pariser Leben gilt sie als in die Musikwelt eingeführt.

Caterina Valente – Ganz Paris träumt von der Liebe

Am 3. November 1954 wurde Caterina Valente im Kölner Messesaal bei den Aufnahmen von Kurt Edelhagen (unter dem Pseudonym „Orchester Mike Firestone“) begleitet. Albert Vossens Harmonika-Soli prägen den Instrumentalteil des Songs und geben ihm einen musette-ähnlichen Klang. Der musikalische Wechsel von Moll in der Strophe zu Dur im Refrain sorgt für eine besondere Spannung. Feltz gibt die Atmosphäre wieder, die bei den Aufnahmen zu Ganz Paris träumt von der Liebe geherrscht hatte: „Man muss doch spüren, dass sie das nicht nur singt, um Geld zu verdienen, sondern weil es ihr Spaß macht.“ Auch die B-Seite Wenn es Nacht wird in Paris wurde am selben Tag aufgenommen. Caterina Valentes Fassung wurde die erfolgreichste Version des Stücks.

## Veröffentlichung und Erfolg
Die Single Ganz Paris träumt von der Liebe / Wenn es Nacht wird in Paris (Polydor #22 392) erschien im November 1954, belegte von März bis Juli 1955 den ersten Platz der deutschen Musikbox-Hitparade und hatte nach einem Spiegel-Bericht vom Januar 1959 nach vier Jahren bereits über 900.000 Exemplare verkauft.
Der Song war damit Valentes bis dahin verkaufsstärkster Titel und machte sie zum Star des Polydor-Repertoires. Der Spiegel berichtet gleichzeitig davon, dass die Künstlerin zu Teldec Telefunken-Decca Schallplatten GmbH gewechselt sei.

## Coverversionen
Außer Valentes deutscher Fassung gibt es mindestens 25 weitere deutschsprachige Coverversionen. Noch im Jahre 1954 brachte Fred Bertelmann seine Version heraus, es folgten 1955 unter anderem Angèle Durand, Vico Torriani, das Hansen-Quartett und Irma Baltuttis; Instrumentalfassungen veröffentlichten Benny de Weille und Heinz Schachtner. Zehn Jahre später interpretierten Corry Brokken und Peter Alexander das romantische Lied. Später folgte Conny Kollet. Keine der Versionen konnte jedoch die deutsche Hitparade erreichen.